# گیرنده AMPA

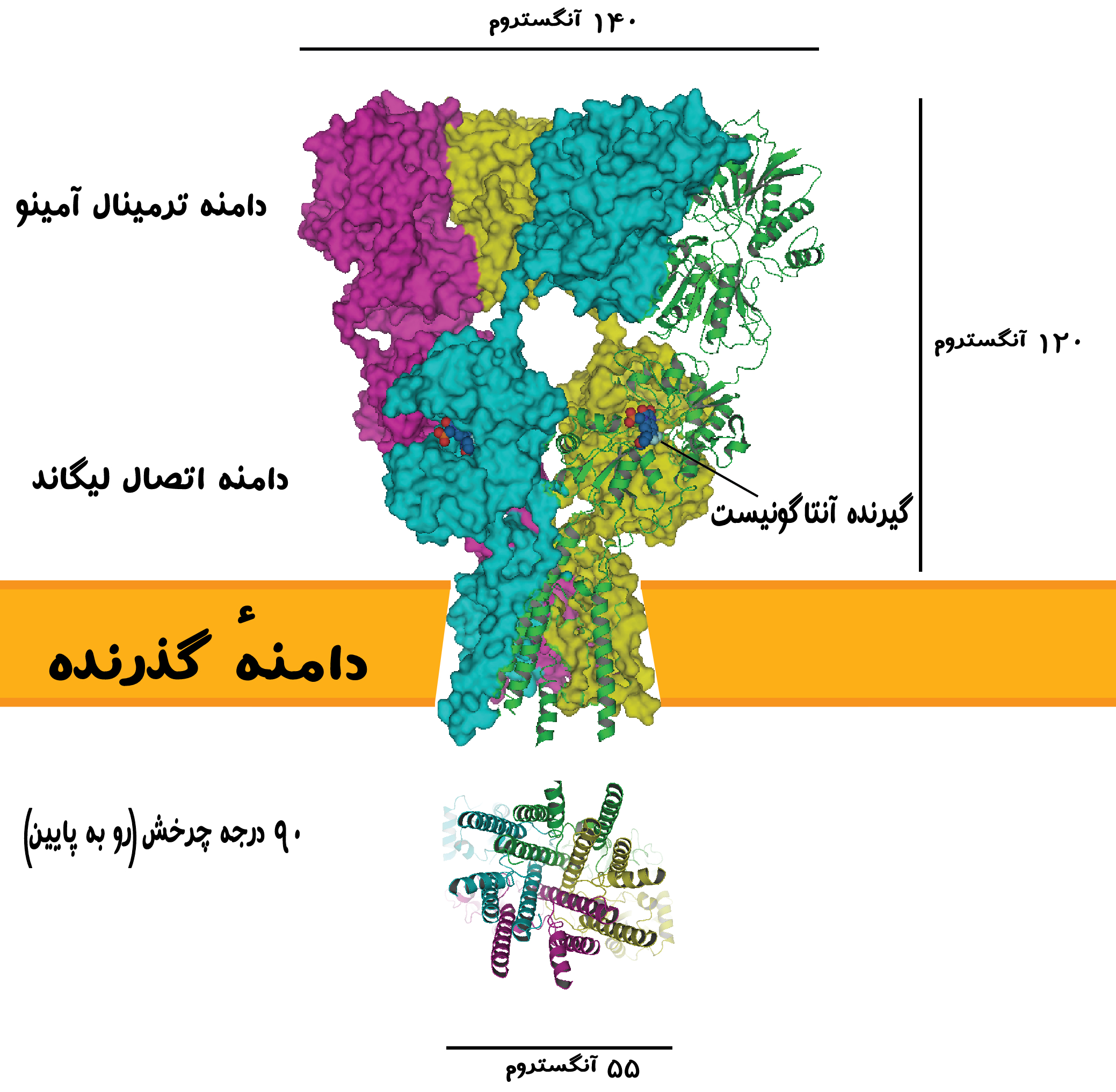
گیرنده AMPA متصل به یک آنتاگونیست گلوتامات که پایانه آمینه، اتصال لیگاند و دامنه گذر غشایی، در آن نشان داده شده‌است. PDB 3KG2

گیرنده α-آمینو-۳-هیدروکسی-۵-متیل-۴-ایزوکسازول‌پروپیونیک‌اسید (همچنین به عنوان گیرنده AMPA، گیرنده کوئیسکوالات یا AMPAR شناخته می‌شود) یک گیرنده گذرغشایی یونوتروپیک برای گلوتامات (iGluR) می‌باشد که واسطه انتقال سریع سیناپسی در دستگاه عصبی مرکزی(CNS) است. به‌طور سنتی به عنوان یک گیرنده غیر NMDA، همراه با گیرنده کاینات طبقه‌بندی می‌شود. نام آن از توانایی آن برای فعال شدن توسط آنالوگ مصنوعی گلوتامات، AMPA، گرفته شده‌است. این گیرنده برای اولین بار توسط واتکینز و همکارانش پس از یک آگونیست کوئیسکوالات طبیعی، «گیرنده کوئیسکوالات» نام گرفت و بعداً پس از آگونیست انتخابی که توسط تاگه هونره و همکارانش در دانشکده داروسازی سلطنتی دانمارک در کپنهاگ ایجاد شد، «گیرنده AMPA» نامگذاری شد. هسته اتصال لیگاند گیرنده AMPA رمزگذاری شده با GRIA2 (GluA2 LBD) اولین دامنه کانال یونی گیرنده گلوتامات بود که متبلور شد.